# Dziarnowo (województwo mazowieckie)
Dziarnowo – wieś w Polsce położona w województwie mazowieckim, w powiecie płockim, w gminie Stara Biała.
Wieś królewska starostwa płockiego w województwie płockim w 1784 roku. W latach 1975–1998 miejscowość administracyjnie należała do województwa płockiego.
Przez miejscowość przepływa Wierzbica, rzeka dorzecza Wisły, dopływ Skrwy.